# Steiractinia
Steiractinia là một chi thực vật có hoa trong họ Cúc (Asteraceae).

## Loài
Chi Steiractinia gồm các loài: